# Чорна діра (фільм, 2006)
«Чорна діра» (англ. The Black Hole) — американський телефільм 2006 року, знятий для телеканалу SyFy режисером Тібором Такачом.

## Про фільм
Щось йде не так під час експерименту на прискорювачі елементарних частинок у Сент-Луїсі. Внаслідок збою починає утворюватися чорна діра.
З чорної діри виходить істота та шукає собі поживу — поглинає енергію. Чорна діра збільшується в розмірах і руйнує значну частину Сент-Луїса.
Військові готуються вразити істоту ядерною бомбою, однак її встигають заманити назад до чорної діри. Портал замикається на себе і зникає.

## Знімались
| Актор           | Роль       |
| --------------- | ---------- |
| Крісті Свенсон  | Шеннон Мур |
| Джадд Нельсон   | Ерік       |
| Девід Селбі     | Райкер     |
| Кріста Кемпбелл | Колдвелл   |